# Никола Атанас Българин
Никола Атанас Българин (на гръцки: Νικόλαος Αθανασίου Βούλγαρης) е гръцки революционер от български произход, герой от Гръцката война за независимост.

## Биография
Роден е във Воден. При избухването на Гръцкото въстание в 1821 година заминава за Гърция и участва в революцията. Участва в много сражения - при Месолонги, Трикери, Триполица, Кастели, Аргос и други заедно с войници, които издържа за собствена сметка. В сражението при Кастели край Навплио в 1822 година губи лявото си око. След края на революцията остава в Гърция и изпада в бедност. В молба от 11 юни 1865 година пише: „Подписаният с почит Никола Българин... като изоставих семейство и имот и като взех със себе си колкото пари имах и шест мои войници, побързах да се притека, дето ме зовеше свещеният дълг“.